# Miguel Olaortúa Laspra

Wappen von Miguel Olaortúa Laspra

Miguel Olaortúa Laspra OSA (* 22. November 1962 in Bilbao, Spanien; † 1. November 2019 in Iquitos, Peru) war ein spanischer römisch-katholischer Ordensgeistlicher und Apostolischer Vikar von Iquitos.

## Leben
Miguel Olaortúa Laspra trat 1981 dem Augustinerorden bei, legte am 2. Oktober 1982 die erste Profess ab und empfing am 4. Oktober 1987 in der Kathedrale von Bilbao die Priesterweihe. Er studierte Philosophie und Theologie am Priesterseminar der Augustiner von Valladolid und an der Universidad de Deusto in Bilbao sowie Erziehungswissenschaften an der Päpstlichen Universität der Salesianer in Rom. Er war Pfarrvikar der Pfarrei Santa Rita im Erzbistum Saragossa und Direktor des Colegio de San Agustín in Saragossa sowie Prior der Augustiner in Saragossa und Mitglied des Provinzialrates seines Ordens.
Papst Benedikt XVI. ernannte ihn am 2. Februar 2011 zum Apostolischen Vikar von Iquitos und Titularbischof von Abbir Maius. Der Erzbischof von Valladolid, Ricardo Blázquez Pérez, spendete ihm am 16. April desselben Jahres die Bischofsweihe; Mitkonsekratoren waren Erzbischof Renzo Fratini, Apostolischer Nuntius in Spanien und Andorra, Julián García Centeno OSA, emeritierter Apostolischer Vikar von Iquitos, Carlos Manuel Escribano Subías, Bischof von Teruel y Albarracín, und Mario Iceta Gavicagogeascoa, Bischof von Bilbao. Die Amtseinführung fand am 22. Mai desselben Jahres statt.
Vom 8. August 2011 bis zum 1. Februar 2015 war er zudem Apostolischer Administrator von San José del Amazonas.